# Gelemenovo
Gelemenovo (bulgariska: Гелеменово) är ett distrikt i Bulgarien.   Det ligger i kommunen Obsjtina Pazardzjik och regionen Pazardzjik, i den centrala delen av landet, 90 km sydost om huvudstaden Sofia.
Trakten runt Gelemenovo består till största delen av jordbruksmark. Runt Gelemenovo är det ganska tätbefolkat, med 192 invånare per kvadratkilometer.